# Delbáeth
Na mitologia irlandesa Delbáeth (ou Dealbhaeth) era filho ou de Aengus ou de Ogma dos Tuatha Dé Danann, e Ethniu dos Fomorianos. Sucedeu ao seu avô Eochaid Ollathair, mais conhecido por Dagda, como Grande Rei da Irlanda. Teve três filhas com Ernmas, as deusas epônimas da Irlanda Ériu, Banba e Fódla. Governou por dez anos, antes de morrer pela mão do próprio filho, Fiacha.
Em certas partes do Lebor Gabála Érenn, Delbáeth é identificado como pai de Brian, Iuchar e Iucharba, mencionando que Delbáeth tem um outro nome, "Tuirill Biccreo" ou "Tuirill Picreo". Por este motivo, Delbáeth é também identificado como sendo o mesmo personagem Tuireann.
Os Delbhna, povo da antiga Irlanda, afirmavam serem descendentes dele. Outro Delbáeth, Delbáeth Mac Neit, é identificada na mesma seção do Lebor Gabála Érenn como bisavô de Tuirill Biccreo.